# Zuckerbrot und Peitsche
Zuckerbrot und Peitsche is een Duitse bioscoopfilm uit 1968 onder regie van Marran Gosov, met in de hoofdrollen Helga Anders, Roger Fritz en Harald Leipnitz. Hij kan gezien worden als een vervolg van Engelchen - oder die Jungfrau von Bamberg.  De lichtvoetige komedies van Gosov werden geproduceerd door Rob Houwer, afgewisseld met politiek geëngageerde films van regisseurs Peter Fleischmann en Michael Verhoeven.
De film was een commercieel succes en ontving in de Duitse pers lovende recensies. 

## Verhaal
Fritz speelt het masculine fotomodel Roger, een veelgevraagde reclamefiguur voor de sigarettenindustrie. Achter de façade van de egocentrische knappe jongen met keurige bezigheden, verbergt zich een criminele ziel, een gewetenloze hufter die de grenzen opzoekt. Roger zoekt de spanning op door banken en juwelierszaken in München te beroven. Wie zijn instructies niet opvolgt, wordt neergeschoten. Tijdens een van zijn acties komt hij de mooie Helga tegen, en de gangster wordt onmiddellijk verliefd op de getuige van zijn misdaden. Helga raakt steeds meer gefascineerd door zijn ongeremde levensstijl en het outlaw-bestaan. Ze zit gevangen in een alledaags huwelijk met galeriehouder Robert, die het erg druk heeft met zijn werk. Ook Robert (een rol van Harald Leipnitz) vindt zijn huwelijk met Helga eentonig en schrikt dan ook niet bijzonder als hij erachter komt dat zijn vrouw hem blijkbaar bedriegt met een regelrechte schurk.